# Rose de minuit
Pour plus de détails, voir Fiche technique et Distribution.

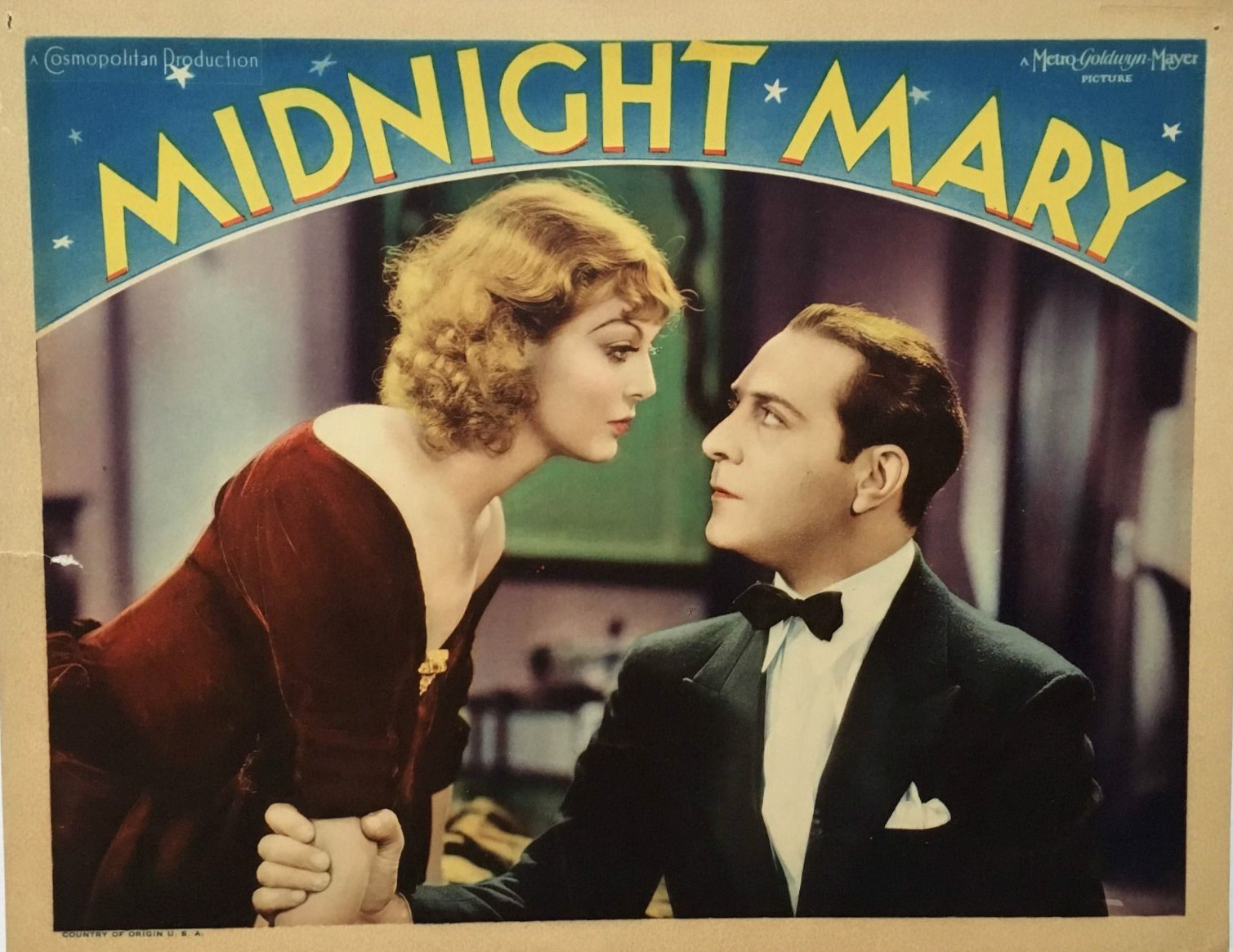
Loretta Young et Ricardo Cortez

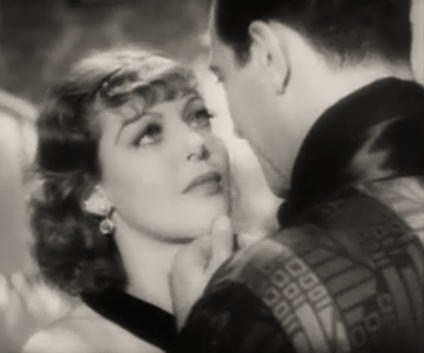
Loretta Young et Ricardo Cortez

Rose de minuit (titre original : Midnight Mary) est un film américain réalisé par William A. Wellman, sorti en 1933.

## Synopsis
Une jeune femme jouée par Loretta Young se retrouve devant un tribunal pour meurtre. Pendant que le jury se retire pour délibérer, l'accusée est emmenée dans le bureau du greffier. Là, dans ce minuscule bureau, elle aperçoit les années de greffes rangées dans les étagères. 1910 "C'est là que je suis née". Débute alors un flashback; le décès de sa mère à 9 ans. Elle tombe alors dans la prostitution. Cherchant à s'en sortir et à mener une vie droite, elle suit malheureusement un gangster qui la prend sous son aile. Lorsqu'elle croise la route d'un jeune avocat issu d'une célèbre famille; celui-ci tombe amoureux de la jeune femme. Il échappe de peu à un assassinat lorsque le gangster jaloux sort un revolver.Seul l'intervention rapide pour faire baisser l'arme permet au coup de feu de rater sa cible.
L'avocat va à son tour prendre sous son aile la belle dame. Lorsqu'elle lui demande d'enfin lui trouver un travail décent, il lui paie des cours de secrétariat et demande à ses bureaux de l'embaucher.
Alors que le parfait amour semble prendre sa route, un policier blessé lors d'une attaque du gang reconnaît celle qui accompagnait les brigands. S'en étant aperçue, la jeune femme quitte la table du restaurant et son nouvel amoureux, parle au policier qu'elle le suivra mais qu'auparavant elle doit briser son couple pour éviter que l'avocat ne brise sa carrière pour elle.
Elle purge une peine de prison, essaie de nouveau de trouver du travail mais sans succès. Elle apprend que l'avocat s'est depuis marié avec une riche mondaine. Mais ce mariage est un fiasco.
De nouveau le gangster la retrouve et lui propose sa protection. Mais auparavant il lui promet de se débarrasser de cet avocat dont il est jaloux. Elle, lui jure qu'il n'est rien  mais la décision est prise; il ira tuer cet homme.
La discussion vire soudain à la dispute; voyant qu'elle a voulu sauver le riche héritier, le gangster bat celle qu'il prétend aimer, enfile sa veste, saisit son revolver et s'apprête à partir. Glissant sa main sur le lit où une autre arme était posée, Loretta tire sur le gangster qui s'écroule.
On retrouve alors le tribunal du début du film. Le verdict est donné par le jury: coupable. Mais avant que le président du Tribunal ne donne son verdict final, surgit l'avocat qui avoue son amour pour la prévenue et les raisons de son geste qu'elle s'était refusée de donner. Sur ces déclarations, la femme de l'avocat demande le divorce. La belle Loretta retrouve alors son avocat qui peuvent enfin s'aimer librement sans plus aucun danger.

## Fiche technique
- Titre : Rose de minuit
- Titre original : Midnight Mary
- Réalisation : William A. Wellman
- Scénario : Gene Markey et Kathryn Scola, d'après une histoire de Anita Loos
- Photographie : James Van Trees
- Montage : William S. Gray
- Musique : William Axt
- Direction artistique : Stan Rogers
- Costumes : Adrian
- Producteur : Lucien Hubbard producteur associé
- Société de production : Metro-Goldwyn-Mayer
- Pays d'origine : États-Unis
- Format : Noir et blanc - Son : Mono (Western Electric Sound System)
- Genre : Film policier
- Durée : 74 minutes
- Date de sortie :
  - États-Unis : 30 juin 1933

## Distribution
- Loretta Young : Mary Martin
- Ricardo Cortez : Leo Darcy
- Franchot Tone : Tom Mannering Jr.
- Andy Devine : Sam Travers
- Una Merkel : Bunny
- Frank Conroy : Le procureur général
- Warren Hymer : Angelo Ricci
- Ivan F. Simpson : M. Tindle
- Harold Huber : 'Puggy' Nestle
- Sandy Roth : Blimp
- Martha Sleeper : Barbara Loring Mannering
- Robert Greig (non crédité) : Potter, le majordome de Tom